# Bromölla (gemeente)
Bromölla is een Zweedse gemeente in Skåne. De gemeente behoort tot de provincie Skåne län. Ze heeft een totale oppervlakte van 196,9 km² en telde 12.080 inwoners in 2004.

## Plaatsen
| # | Plaats            | Inwoneraantal |
| - | ----------------- | ------------- |
| 1 | Bromölla (plaats) | 7 428         |
| 2 | Näsum             | 1 119         |
| 3 | Valje             | 771           |
| 4 | Gualöv            | 539           |
| 5 | Nymölla           | 294           |
| 6 | Edenryd           | 170           |
| 7 | Grödby (Bromölla) | 56            |
| 8 | Drögsperyd        | 55            |

Ängelholm · Åstorp · Båstad · Bjuv · Bromölla · Burlöv · Eslöv · Hässleholm · Helsingborg · Höganäs · Höör · Hörby · Kävlinge · Klippan · Kristianstad · Landskrona · Lomma · Lund · Malmö · Örkelljunga · Osby · Östra Göinge · Perstorp · Simrishamn · Sjöbo · Skurup · Staffanstorp · Svalöv · Svedala · Tomelilla · Trelleborg · Vellinge · Ystad